# ß

حرف ß در فونت‌های گوناگون

ß (آلمانی: ß) یکی از حروف الفبای زبان آلمانی است که در آلمانی «استست» (Eszett) خوانده می‌شود و نماد آن در یونیکد U + 00DF است. کاراکتر این حرف بسیار شبیه به شکل کوچک حرف بتا در زبان یونانی (β) است، اما این دو حرف کاملاً با هم تفاوت داشته و در یونیکد دارای کدهای متفاوتی هستند.

این حرف به‌جز زبان آلمانی، در برخی از سیستم‌های نوشتاریِ اروپا، ازجمله زبان لیتوانیایی با دستگاه نوشتاری آلمانی نیز، که در پروس شرقی رواج دارد، مورد استفاده است.